# Providence Park
Providence Park (voordien PGE Park) is een multifunctioneel stadion, waarin 19.566 zitplaatsen zijn. Het stadion staat in Portland, Oregon.
Het stadion wordt gebruikt door verschillende voetbalteams uit de stad Portland. Portland Timbers dat vanaf 2011 uitkomt in de Major League Soccer en Portland Timbers dat speelt in de USSF Division 2 Professional League.

## CONCACAF Gold Cup 2013
Tijdens de CONCACAF Gold Cup van 2013 was dit stadion een van de stadions zijn waar voetbalwedstrijden werden gespeeld. In dit stadion werden twee groepswedstrijden (groep C) gespeeld.
| № | Datum       | Wedstrijd                 | Uitslag | Gold Cup   | Toeschouwers |
| - | ----------- | ------------------------- | ------- | ---------- | ------------ |
| 1 | 9 juli 2013 | Costa Rica – Cuba         | 3 – 0   | Groepsfase | 18.724       |
| 2 | 9 juli 2013 | Belize – Verenigde Staten | 1 – 6   | Groepsfase | 18.724       |